# Wilhelm Mantel
Wilhelm Wolfgang Mantel (* 24. Februar 1904 in München; † 20. August 1983 ebenda) war ein deutscher Forstbeamter und Forstwissenschaftler. Er schrieb erfolgreiche Lehrbücher über Waldbewertung und Forsteinrichtung.

## Leben
Wilhelm Mantel entstammte einer alten Forstfamilie des bayerischen Spessart, die mit mehr als 80 Namensträgern Mantel in der kurmainzischen und bayerischen Forstgeschichte vertreten ist. Er war der Sohn des späteren Holzhandelsreferenten und Ministerialrats Joseph Mantel. Sein Onkel Theodor Mantel war der Leiter der Bayerischen Staatsforstverwaltung, sein allgemein bekannterer jüngerer Bruder Kurt wurde einer der bedeutendsten deutschen Forstwissenschaftler des 20. Jahrhunderts. Auch Wilhelm Mantel wurde in einer ununterbrochenen siebten Generationsfolge Forstmann. Er ist jedoch nicht mit dem gleichnamigen Oberlandforstmeister Wilhelm Mantel (1880–1961; dieser wurde 1959 mit dem Bayer. Verdienstorden ausgezeichnet) zu verwechseln.
Wilhelm Wolfgang Mantel heiratete Elfriede geborene Hofmann aus Thum, mit der er fünf Kinder hatte, darunter vier Töchter. Der einzige Sohn Wolfgang war später ebenfalls in der bayerischen Staatsforstverwaltung tätig und setzte so die Tradition der Familie fort. Wilhelm Mantel hat sich intensiv mit deren Geschichte beschäftigt und darüber 1948 im Eigenverlag das Buch Chronik der Familie Mantel herausgebracht.

### Ausbildung und berufliche Anfänge
Kindheit und Jugend Wilhelm Mantels waren, bedingt durch die Forstbeamtenlaufbahn seines Vaters, geprägt von häufigem Wohnortwechsel. So besuchte er die Volksschulen in Münchsmünster, Augsburg und München sowie in der bayerischen Hauptstadt von 1914 bis 1923 das Alte beziehungsweise Neue Realgymnasium, wo er auch sein Abitur ablegte. 1923 nahm er das Studium der Forstwissenschaften an der Ludwig-Maximilians-Universität München auf. 1923 wurde er als Mantel XV Mitglied des Corps Hubertia München. 1927 bestand er die Prüfung zum Diplom-Forstwirt. Anschließend absolvierte Wilhelm Mantel sein Forstreferendariat in der Bayrischen Staatsforstverwaltung, das er 1930 mit der Großen Forstlichen Staatsprüfung – die er als zweitbester von 30 Kandidaten bestand – abschloss. 1937 promovierte er zum Dr. oec. publ. an der Universität München.
Mantel war dann als Forstassessor und Regierungsforstrat an der Oberforstdirektion München und an den Forstämtern Erlangen-Ost, Altdorf und Kürnach (Buchenberg) tätig. Als Beamter in der Staatsforstverwaltung hatte er es im „Dritten Reich“ nicht leicht, da Ministerpräsident Ludwig Siebert den Mitgliedern der Familie Mantel aus politischen Gründen misstraute.

### Wissenschaftliche Betätigung und Ruf nach Berlin
Wilhelm Mantel promovierte 1939 mit der Dissertation Die Einnahmen aus den bayerischen Staatswaldungen seit Ausgang des 18. Jahrhunderts. Eine geschichtlich-betriebswirtschaftliche  Untersuchung an der Staatswirtschaftlichen Fakultät der Universität München zum Dr. oec. publ. Zudem profilierte er sich durch Fachartikel über Forsteinrichtung und Betriebswirtschaft, die er in Organen wie Die Gemeinde, Der Deutsche Forstwirt, im Forstwissenschaftlichen Centralblatt sowie in der Allgemeinen Forst- und Jagdzeitung veröffentlichte. Dies fand Anerkennung, sodass Mantel mitten im Zweiten Weltkrieg 1942 nach Berlin ins Reichsforstamt einberufen wurde, wo er Fragen der Besteuerung, Statistik, der Holzumlagen sowie des Grundstücksverkehrs zu bearbeiteten hatte. Gleichzeitig war er Referent für forstliche und holzwirtschaftliche Forschung beim Reichsforschungsrat. Im April 1945 überstellte ihn Ministerialdirigent Heinrich Eberts angesichts der heranrückenden US-Armee allerdings wieder zurück an die bayerische Landesforstverwaltung.

### Karriere in der Ministerialforstabteilung
In der unmittelbaren Nachkriegszeit leitete Mantel von 1946 bis 1948 die schwäbischen Forstämter Betzigau und Sulzschneid und wertete die Forsterhebung und Betriebsplanung des Jahres 1946 für Bayern aus. 1948 wurde er als Referent in die Zentralstelle der Bayerischen Staatsforstverwaltung in der Ministerialforstabteilung (MFA) nach München versetzt, wo er als Ministerialrat vornehmlich die neuen Forsteinrichtungswerke überwachte. Maßgeblich war Mantel zudem an der Konzipierung einer neuen Forsteinrichtungs-Anweisung für die bayerischen Staatsforste beteiligt. Seit deren Gründung war er auch Mitglied der „Arbeitsgemeinschaft für Forsteinrichtung“. Innerhalb der Ministerialforstabteilung stieg er schließlich über die Jahre zum Ministerialdirigenten auf und war zuletzt zugleich Stellvertreter des Leiters der Staatsforstverwaltung. Mit Erreichen der Altersgrenze trat er 1969 in den Ruhestand.

### Publizistische Erfolge
1948 veröffentlichte er mit Forsteinrichtungslehre sein erstes Lehrbuch, in dem der für die forstliche Praxis wichtige Stoff dargestellt war. Eine zweite Auflage folgte 1959. Sein wissenschaftliches Hauptwerk, das am meisten Einfluss auf die forstliche Praxis gewann, war sein erstmals 1950 erschienenes Lehrbuch Waldbewertung. Einführung und Anleitung. Obwohl die zinstheoretische Seite auf Kritik stieß, wurde es zum Standardwerk des forstlichen Liegenschaftsverkehrs und dauerhaft so gut aufgenommen, dass Mantel 1982 die sechste Auflage herausbringen konnte. Darin fand auch die neue Computertechnik Berücksichtigung. Der entsprechende Abschnitt wurde allerdings nicht von Mantel verfasst. Ebenfalls 1950 betätigte sich Mantel als Herausgeber der siebten Auflage des Klassikers Praktischer Holzrechner. Hilfstafeln für die Forst- und Holzwirtschaft von August Ritter von Ganghofer.
Seine Bekanntheit innerhalb der forstlichen Fachwelt stieg nochmals, als er ab 1957 ständiger Mitarbeiter der Allgemeinen Forst Zeitschrift (AFZ) wurde, deren Münchener Redaktion er unter dem in Stuttgart ansässigen Chefredakteur Franz Bauer betreute. Großer Beliebtheit erfreuten sich dabei vor allem seine forsthistorischen Beiträge. Denn Mantel verstand es, Personen und Zeiten in lebendiger Weise zu beschreiben, Ereignisse und Entwicklungen im Zusammenhang zu schildern und für die Gegenwart interessant zu machen.
An ein breites Publikum richtete sich hingegen sein 1961 für die Reihe „rowohlts deutsche enzyklopädie“ verfasstes Buch Wald und Forst. Wechselbeziehungen zwischen Natur und Wirtschaft, das eine gute Übersicht über Entwicklung und Bedeutung der Waldnutzung im Lauf der Menschheitsgeschichte vermittelte, allerdings keine neuen wissenschaftlichen Erkenntnisse brachte, was jedoch auch nicht Absicht der Buchreihe war.
Auch nachdem er 1969 in den Ruhestand getreten war, blieb Mantel weiterhin publizistisch tätig. Von 1931 bis 1983 legte er weit über 100 Veröffentlichungen vor.
Nachdem ihm seine Frau im Tode vorausgegangen war, starb Wilhelm Mantel am 20. August 1983 in seiner Heimatstadt München, in der er auch seinen Lebensabend verbracht hatte.

## Ehrungen
- Bundesverdienstkreuz 1. Klasse (31. Juli 1970)[6]

## Schriften
- Die Einnahmen aus den bayerischen Staatswaldungen seit Ausgang des 18. Jahrhunderts. Eine geschichtlich-betriebswirtschaftliche Untersuchung, Dissertation, München 1939
- Forsteinrichtungslehre, Radebeul und Berlin 1948 (2., erweiterte neubearbeitete Auflage unter dem Titel Forsteinrichtung, Frankfurt am Main 1959)
- Chronik der Familie Mantel, München und Kempten 1948
- Forstliche Planung. Grundriß der forstlichen Planungstechnik, Forstwirtschaftliche Praxis (Heft 5), München 1949
- als Herausgeber: Praktischer Holzrechner. Hilfstafeln für die Forst- und Holzwirtschaft, von August Ritter von Ganghofer, 7. neubearbeitete Auflage, Augsburg 1950
- als Zusammensteller und Herausgeber: Festschrift zum 90. Geburtstage von Lorenz Wappes, Dr. oec. publ., Dr. Ing. E. H., Ministerialdirektor i.R., Ehrenkurator und langjähriger 1. Vorsitzender des Deutschen Forstvereins, München 1950
- Waldbewertung. Einführung und Anleitung, Augsburg 1950 (6., neubearbeitete und erweiterte Auflage – unter anderem mit einem Abschnitt Computertechniken und -programme von Hans-Joachim Weimann –, München, Wien und Zürich 1982, ISBN 3-405-12609-6)
- als Zusammensteller: Forstliche Geologie für Bayern. Zum Gebrauch für bayerische Forstreferendare zusammengestellt, s. l. (München ?) 1950
- als Zusammensteller: Die Vereinheitlichung von Fachausdrücken auf dem Gebiete der Forsteinrichtung, München 1953
- Wald und Forst. Wechselbeziehungen zwischen Natur und Wirtschaft, rowohlts deutsche enzyklopädie (123), Reinbek bei Hamburg 1961
- als Zusammensteller: Wald und Forstwirtschaft in Bayern, München, Basel und Wien 1963
- Der Wald in der Raumordnung, Raumforschung und Landesplanung (Heft 13), München 1968
- als Herausgeber zusammen mit Karl Hasel: Georg Ludwig Hartig im Kreise seiner Familie. Kurze Lebens- und Familiengeschichte des Staatsrats und Oberlandforstmeisters Georg Ludwig Hartig, verfasst von seiner Gattin Theodora [Hartig] 1826, Göttingen 1976

## Zitate
- "Daher ist auch die weitverbreitete Anschauung, daß die Forstwirtschaft im Laufe der letzten hundertfünfzig Jahre an Stelle blühender, urwüchsiger Laubwaldungen monotone Fichtenwaldungen gesetzt hätte, falsch. Wer die alten Waldbeschreibungen aus der Zeit von 1750 bis 1800 gelesen hat, weiß, daß damals der Wald auf weiten Flächen ausgeplündert, lückig und ertragsarm geworden war. Es ist ähnlich wie bei der Jagd. Auch hier schwebt weiten Kreisen vor, daß der Wald vor hundertfünfzig Jahren und früher von Wild nur so gewimmelt hätte. Richtig ist vielmehr, daß, abgesehen von den überhegten Rotwildgebieten zu Zeiten der absoluten Fürsten, der Wald wildärmer war als heute. (...) Für die falsche Beurteilung der forstlichen und jagdlichen Vergangenheit ist wohl eine romantische, mit der Wirklichkeit nicht übereinstimmende Einstellung weiter Kreise verantwortlich zu machen." – Wilhelm Mantel (1961)[7]

- "Einmal ist zu unterscheiden zwischen den Vorstellungen, die der Wald beim Laien hervorruft, und denen, die der forstliche Fachmann hat. Der Laie betrachtet den Wald gefühlsmäßig; ihm gefallen am besten die krummen, halb absterbenden Bäume. Die Schönheit des gepflegten Wirtschaftswaldes ist schwieriger zu erfassen; aber der richtig in Ordnung befindliche Wirtschaftswald ist auch schön, wenn er auch noch keine malerischen Motive bietet. Auch der Laie hat am Wirtschaftswald solange nichts auszusetzen, als er nicht von nichtkompetenter Seite zu anderen Anschauungen veranlaßt wird." – Wilhelm Mantel (1961)[8]